# 范妮·伊姆利
別離時 她的聲音輕顫，

殊不知 那縷心弦已斷

我竟自顧轉身離開，

不曾留意她的婉言

苦難——哦，苦難

廣闊世界 無處不在。
弗朗西丝·“范妮”·伊姆利（Frances "Fanny" Imlay，1794年5月14日—1816年10月9日），法定姓名为范妮·沃斯通克拉夫特（Fanny Wollstonecraft），亦被称为范妮·戈德温，是英国女权主义者玛丽·沃斯通克拉夫特与美国商人吉尔伯特·伊姆利的私生女。
尽管在范妮出生的前后，她的父母吉尔伯特·伊姆利与玛丽·沃斯通克拉夫特曾有过一段短暂而快乐的生活；但在不久后，伊姆利便将沃斯通克拉夫特抛弃在了法国大革命日趋混乱的局势之中。为了挽救他们之间的关系，沃斯通克拉夫特带上了一岁的女儿范妮，前往斯堪的纳维亚半岛替伊姆利进行生意谈判，但这并没能挽回伊姆利的心。在经历了这次失意的爱情后，沃斯通克拉夫特与哲学家威廉·戈德温建立了亲密的关系，并最终与他结婚。1797年，沃斯通克拉夫特死于产后并发症，将三岁的范妮与新生的玛丽·沃斯通克拉夫特·戈德温（即是《弗兰肯斯坦》的作者）留给了戈德温一人抚育。
四年后，戈德温与第二任妻子玛丽·简·克莱尔蒙特（Mary Jane Clairmont）结婚，克莱尔蒙特带来了她自己的子女，其女儿克萊爾·克萊爾蒙特在后来深受范妮·伊姆利与玛丽·戈德温的观点的影响。姐妹俩都不喜欢新的戈德温太太，覺得她只對親生女兒特別偏心。随着紧张气氛的加剧与债务的增长，戈德温家庭的火药气味越来越浓。1814年，年少的玛丽与克莱尔一同离家出走，并与浪漫主义诗人雪莱前往了欧洲大陆。独自留下的范妮成了戈德温的出气筒，并日益为自己的家庭所孤立。1816年，范妮服毒自杀，时年22岁。

## 生活

### 出生

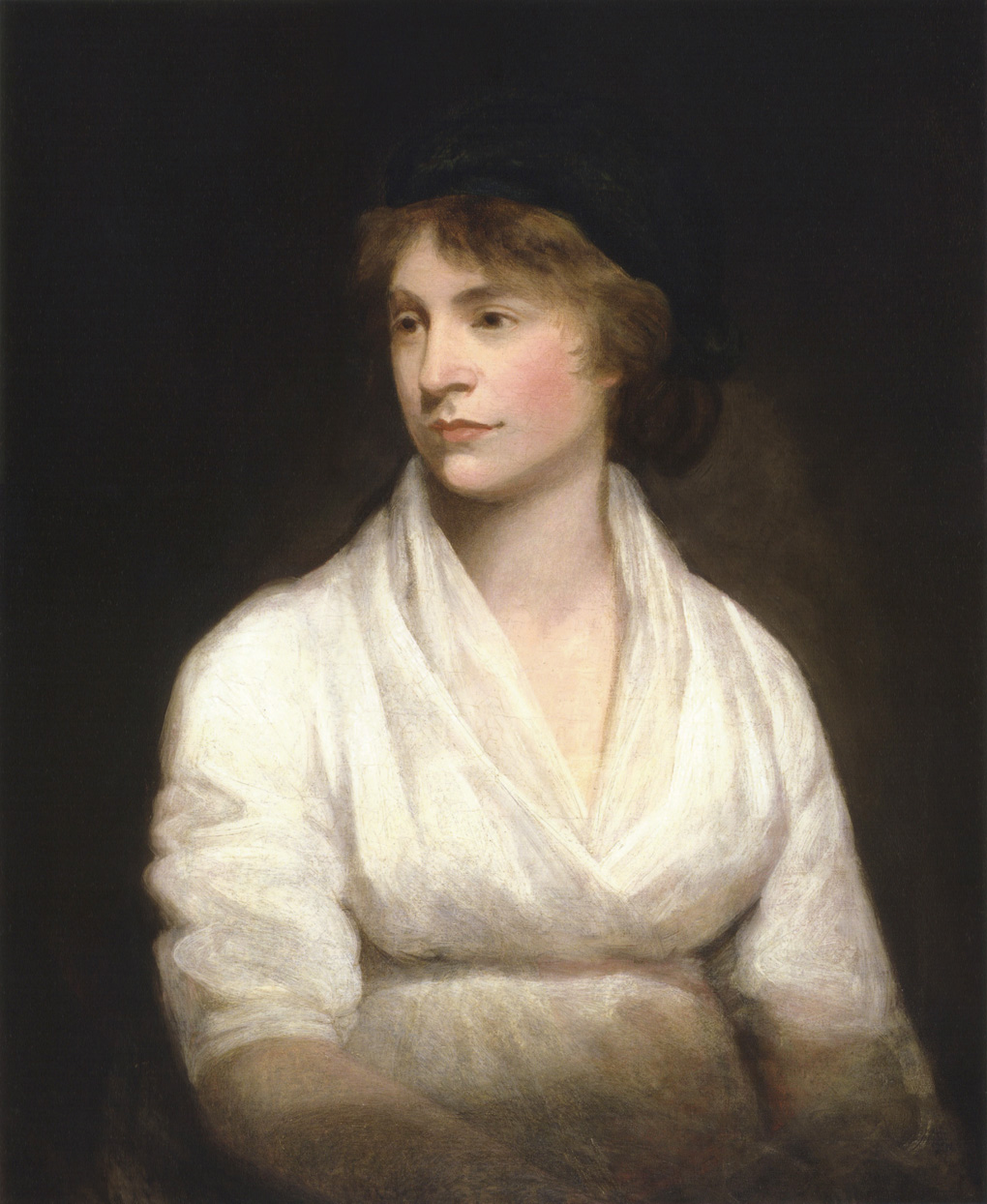
怀着范妮同母异父妹妹玛丽的沃斯通克拉夫特，这幅画由她的一位朋友约翰·奥佩于1797年所作

范妮·伊姆利是英国女权主义作家玛丽·沃斯通克拉夫特与美国商人吉尔伯特·伊姆利的女儿。当时，他们都身处法国大革命期间的法国，沃斯通克拉夫特正在构思其《女权辩护》（1792年）一书，而伊姆利则在进行投机生意。相遇后不久，两人便都爱上了对方。在沃斯通克拉夫特与伊姆利保持关系的一段时期中，他们俩只能在巴黎与纳伊之间的一座收费亭处相会，而沃斯通克拉夫特也正是在该处怀上他们的女儿的；因此，范妮被戈德温称为“关卡上的孩子”。1794年5月14日，沃斯通克拉夫特的第一个孩子弗朗西丝·“范妮”·伊姆利出生于法国的勒阿弗尔，并以其母亲最亲近的朋友范妮·布拉德（Fanny Blood）的名字命名。尽管伊姆利从未与沃斯通克拉夫特结婚，他亦在美国领事馆将沃斯通克拉夫特注册为他的妻子，以保护她不因1793年2月爆发的英法战争受到牵连。当时，包括沃斯通克拉夫特的姐妹在内的绝大多数人，都以为他们已经结婚——并因而认为范妮也是他们的合法子女——且都已在法国注了册。

### 幼年与童年早期
在一开始，这对恋人在一起的生活是简单却美妙的。沃斯通克拉夫特用开玩笑的笔调写信给她的一位朋友说：“我的小女孩吸吮得是那么用力，以致她的父亲甚至指望由她来完成《女权》的第二部分”（粗体部分为沃斯通克拉夫特自己所强调）但是，伊姆利很快地便对沃斯通克拉夫特与家庭生活产生了厌倦，离开了她很长的一段时期。在写给他的信中，沃斯通克拉夫特苦苦地哀求他；如同大部分评论家所描述的那样，她用极度悲哀的措辞（以及在大革命中独自抚育一个婴孩的苦境）来向他解释。
追随着伊姆利，沃斯通克拉夫特在1795年4月回到了伦敦，但却遭到了他的拒绝；次月，她企图自杀，但伊姆利及时救回了她的性命（这一点在现今并不确定）。1795年9月，在最后一次试图赢回伊姆利的尝试中，沃斯通克拉夫特前往斯堪的纳维亚半岛替伊姆利进行生意谈判，并带上了她年仅1岁的女儿与一名女仆。沃斯通克拉夫特的旅程是十分艰苦的，不仅是因为她所前往的地方在当时被视为蛮荒之地，还因为她是孤身旅行，没有一位男性陪伴。当她回到英国并意识到她与伊姆利的关系已结束后，她第二次企图自杀。她在一个下雨的夜晚出了门，在徘徊很久后，纵身跳入了泰晤士河里，但却为一位陌生人所救。

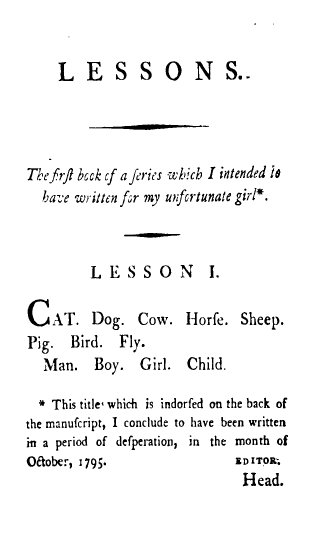
在她的一次自杀尝试之前，沃斯通克拉夫特在其《课程》（Lessons）的第一页写道：“我打算写给我那不幸女儿的一系列书中的第一本。”

在前往斯堪的纳维亚半岛的途中，沃斯通克拉夫特在其所书写的日记与信件里对她的旅程及她的关系进行了反思——并在后来集结成册出版了《瑞典、挪威和丹麦短居书简》（1796年）——除了这些内容外，她还为自己成为母亲感到庆幸。而与女儿的母性联系让她去思考了女性在世界上的地位：

同样作为女性，我对她十分珍爱——这不只出于母亲的母爱与挂念，还出于我对她将在情欲上附属与受压迫地位的思考。我担心她会被迫因为自己的本性而放弃其心灵，抑或为了心灵而牺牲其本性。我小心翼翼地去培养自己的感性，并珍视感情的精巧微妙，时时唯恐在玫瑰前面带羞涩，削尖利刺去防范那些必须警惕的胸膛——我害怕去打开她的内心，唯恐会使她不适应她所居住的这个世界——不幸的女人！你的命运怎么会这样！

沃斯通克拉夫特将她的爱与关心倾注在她的女儿身上。在其写作的两本关于抚育范妮的书中，她描述出了自己的体验：一本是育子手册《关于婴儿养育的信件》（Letters on the Management of Infants），另一本是识字课本《课程》。在《课程》的其中一节里，她这样描述断奶的过程：

当你饥饿时，你就开始哭闹，因为你还不会说话。7个月大的你还没长出牙齿，还没有断奶。但当你一岁后，你便开始咬面包皮了。不久后你又喜欢上别的东西了。在10个月时，你长出了四颗漂亮雪白的牙齿，你用它们来咬我。可怜的妈妈！虽然我没有哭泣，因为我已不是一个小孩，但你真的咬得我很疼。所以我告诉爸爸，是时候让这小女孩吃东西了。她并不淘气，但她还是弄痛了我。我给了她一片面包皮，同时我也得寻找替代的乳汁。

1797年，沃斯通克拉夫特爱上了哲学家威廉·戈德温，并在怀上他的一个孩子后与他结婚。在与沃斯通克拉夫特保持亲密关系时，戈德温也渐渐爱上了范妮；他从乔赛亚·韦奇伍德的陶器工坊给范妮带回了一只印着“F”的马克杯，这让母女俩都很开心。同年9月，沃斯通克拉夫特死于生产玛丽·沃斯通克拉夫特·戈德温时感染的并发症，但新生的小女儿得以幸存。三岁的范妮于是非正式地被她的继父收养，并被改姓为戈德温。在她拥有的那本《真实生活的原创故事》上，也写着其姓名的缩写“F. G.”。根据戈德温日记中的描述，直到范妮满12岁时，戈德温才在一场与她的重要的对话中告诉她，他并不是她的生父。然而，在范妮唯一的一部传记中，珍妮特·托德对这一解释抱持怀疑，并认为这场对话里谈到的应该是范妮的将来。她觉得在开放和自由的戈德温家庭中，范妮不知道自己的亲生父亲是不大可能的。
在沃斯通克拉夫特死后，戈德温与沃斯通克拉夫特的出版商及友人约瑟夫·约翰逊联系到了范妮的父亲，但他却对抚养自己的女儿不感兴趣。（在1796年以后，沃斯通克拉夫特与她的女儿便再也没能见到过吉尔伯特·伊姆利）沃斯通克拉夫特的两个妹妹伊利莎·毕晓普（Eliza Bishop）与埃弗里娜·沃斯通克拉夫特（Everina Wollstonecraft）是范妮唯一在世的两位女性亲戚，她们很希望能负责照顾范妮；但对她们不抱好感的戈德温却拒绝了她们的请求。在范妮的孩童时期里，沃斯通克拉夫特的妹妹们还曾多次要求戈德温让她们抚育自己的甥女，但都被他拒绝了。然而，戈德温也没有为此作好应有的准备，他当时要抚育两个孩子，而他却还没有稳定的收入。但即便这样，他依旧下定决心要由自己来养育她们。在范妮的早年生活中，约瑟夫·约翰逊是她的“非正式的托管人”，就像他以前帮助她的母亲那样。他甚至遗赠给范妮200英镑，并一直由戈德温所保管。直到1809年约翰逊死后，这笔钱才被作为欠款的一部分归还给了约翰逊的遗产继承人。

### 童年

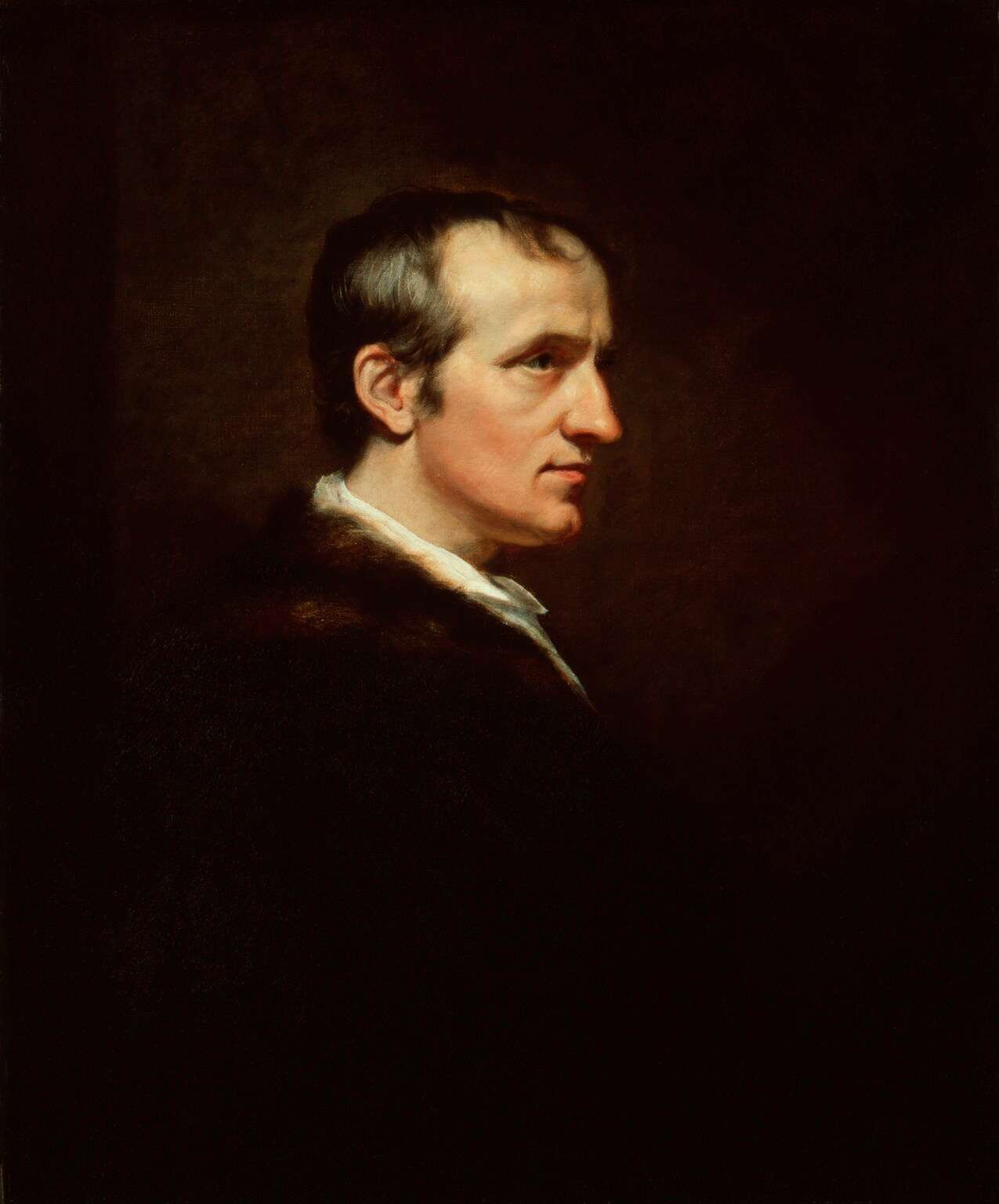
威廉·戈德温，范妮·伊姆利的继父（詹姆斯·诺思科特，帆布油画，1802年，现藏于英国国家肖像馆）

虽然戈德温十分喜爱他的女儿们，但他在很多方面都没有为照顾她们作好准备。如同托德解释的那样，他的工作需要安静的环境，但女儿们的喧闹声却常常让他烦恼生气。然而，当他前往都柏林去拜访沃斯通克拉夫特的妹妹时，他却对女儿们无比思念，并经常写信给她们。
1801年12月21日，在范妮7岁时，戈德温与邻居玛丽·简·克莱尔蒙特结婚，她带来了她的两个孩子：三岁大的克莱尔与六岁大的查尔斯（Charles）。她在此前从未结过婚，并同戈德温一样在寻求稳定的经济来源。虽然克莱尔蒙特接受过良好的教育并游历丰富，但戈德温的许多朋友都十分厌恶她，认为她庸俗且不诚实。他们惊讶于克莱尔蒙特居然能取代玛丽·沃斯通克拉夫特当年的位置。范妮与她的同母异父妹妹玛丽都不喜欢她们的继母，并抱怨她喜欢自己的子女多过她们。1803年3月28日，戈德温与克莱尔蒙特妇生下了一个儿子威廉（William）。
虽然戈德温十分赞赏沃斯通克拉夫特的文笔，但他并不同意她的女性应与男性接受相同教育的观点。因此，他有时会给范妮与玛丽阅读萨拉·特里默的《神话史》（1786年）和安娜·拉埃蒂茨娅·巴鲍德的《儿童启蒙教程》（1778－1779年）。不过，据托德的描述，戈德温并没有在其女儿的教育上下多大工夫，并且漠视了沃斯通克拉夫特为范妮写的书。然而，在威廉·圣克莱尔（William St Clair）写的戈德温与雪莱家族的传记中，他提到戈德温与沃斯通克拉夫特曾在子女的教育上进行过广泛深入的探讨；后来，这些讨论反映在了戈德温的《问询者》一书里。他还举证说，在沃斯通克拉夫特死后，戈德温给她以前的一位学生芒卡谢尔（Mountcashell）小姐写了一封信，请教她应如何抚养和教育他的两个女儿。在米兰达·西摩（Miranda Seymour）写的玛丽·雪莱的传记里，她对圣克莱尔的观点也表示认同，提到：“就我们所知的其女儿（指玛丽，但显然也适用于范妮）早年的每一件事，都传达着她是按其母亲赞成的方式接受教育的这一观点”，并还指出，她有着一位担任家庭教师会说法语的继母，以及一位根据自己教育子女的经历写作童书的父亲。戈德温家女儿们的教育主要由新的戈德温太太负责，但她却偏爱给自己的女儿传授更多的知识，其中包括法语。在继父再婚后，范妮便没有再接受过正规的教育。不过，戈德温的一位早期传记作者基根·保罗（C. Kegan Paul）用以下的这些优点来描述成年后的范妮：“有教养、精神充沛、聪明、优秀的信件作者、出色的家务管理者”。范妮擅长于绘画，并接受过音乐教育。虽然戈德温个人认同无神论，但他還是讓孩子們去教堂禮拜。

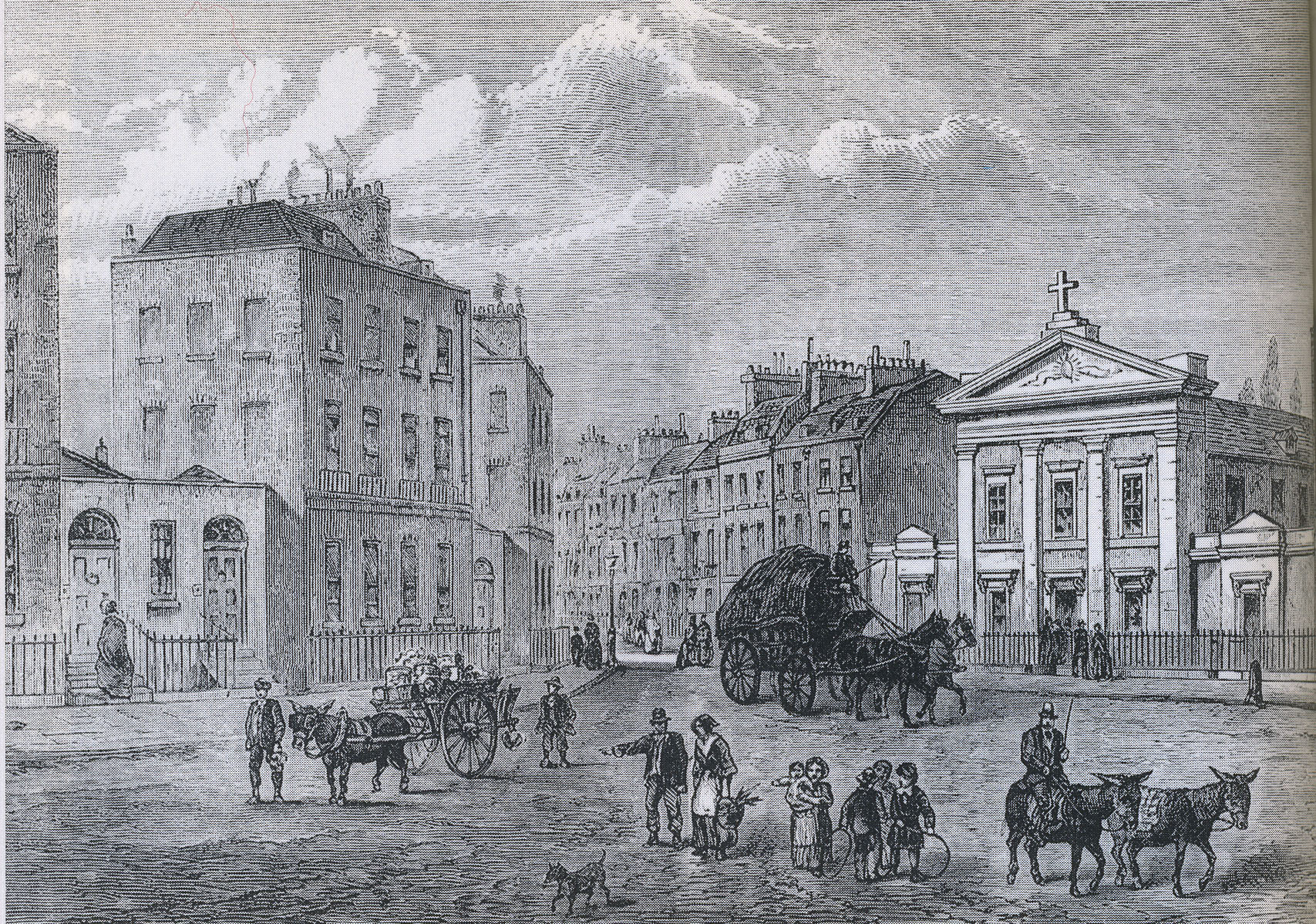
伦敦萨默斯镇 (伦敦)的波利根楼（左），范妮在这里度过了她的童年生活（萨默斯镇位于卡姆登镇与圣潘克拉斯之间）

由于家庭经常需要举债度日，戈德温不得不重新开始写作以支持他的家庭。他与妻子还为其写作的童书建立了一所“儿童书屋”。1807年范妮13岁时，他们从当年戈德温与沃斯通克拉夫特居住的波利根楼搬到了斯金纳街（Skinner Street）41号，毗邻于售卖图书的克拉肯韦尔区。这次搬家让戈德温家庭远离了空气新鲜的郊区，而来到了肮脏、空气混浊的伦敦街区中。他们的生意最初还算成功，但不久后便衰落了下去。戈德温家庭依然不得不向一些慷慨的朋友借贷超过他们还款能力的债务，譬如出版商约瑟夫·约翰逊及戈德温的一位爱好者弗朗西斯·普莱斯。
随着范妮·伊姆利的长大，戈德温愈发地需要她去安抚催帐的商人，并向普莱斯等人借钱。根据托德与西摩的描述，范妮对戈德温的理论深信不疑，认为伟大的思想家与艺术家需要赞助人的支持来维持生活，并相信戈德温就是一位伟大的小说家与哲学家。在她的一生中，她不断地给普莱斯等人写信，请求他们用金钱来支持戈德温的“天才”；她还努力协助家庭事务，以让戈德温能专注于他的工作。

### 少年
在戈德温的一段文字中，他直截了当地指出了他所观察到的两个女儿的不同点：

我自己的女儿（玛丽）在智力方面比她的母亲还要出类拔萃。大女儿范妮有着安静、谦虚、内敛的性格，有点懒散是她的致命弱点，但她冷静、仔细、有条理，并具备卓越的记忆能力，还倾向于实践自己的想法与坚持自己的判断。我的女儿玛丽在许多方面与她则截然不同。她十分大胆、有点傲慢，并且随心所欲。她对知识十分渴望，她在从事每件事上的毅力都是不可战胜的。我觉得我自己的女儿十分漂亮可爱；而范妮虽不俊俏，但也很能给人以好感。

受戈德温所处的文学与政治圈的影响，两个女孩的理性世界都得到了拓展。譬如，在前美国副总统亚伦·伯尔的叛国罪被宣判无罪后，他度过了一段自我流放的旅程；在此期间，他常会与戈德温家庭在一起。他十分推崇沃斯通克拉夫特的作品，并根据《女权辩护》中的主张来教育他自己的女儿。他十分希望能与他崇拜的这位女性的几个女儿见面，并曾把范妮、玛丽与克莱尔都比作“绝代佳人”（goddess）。他的绝大部分时间都用在了同范妮探讨政治与教育的话题上。兰开斯特制的教学方法给伯尔留下了深刻的印象；1811年，伯尔还把范妮带到了一所原型学校进行参观。

#### 珀西、玛丽与克莱尔

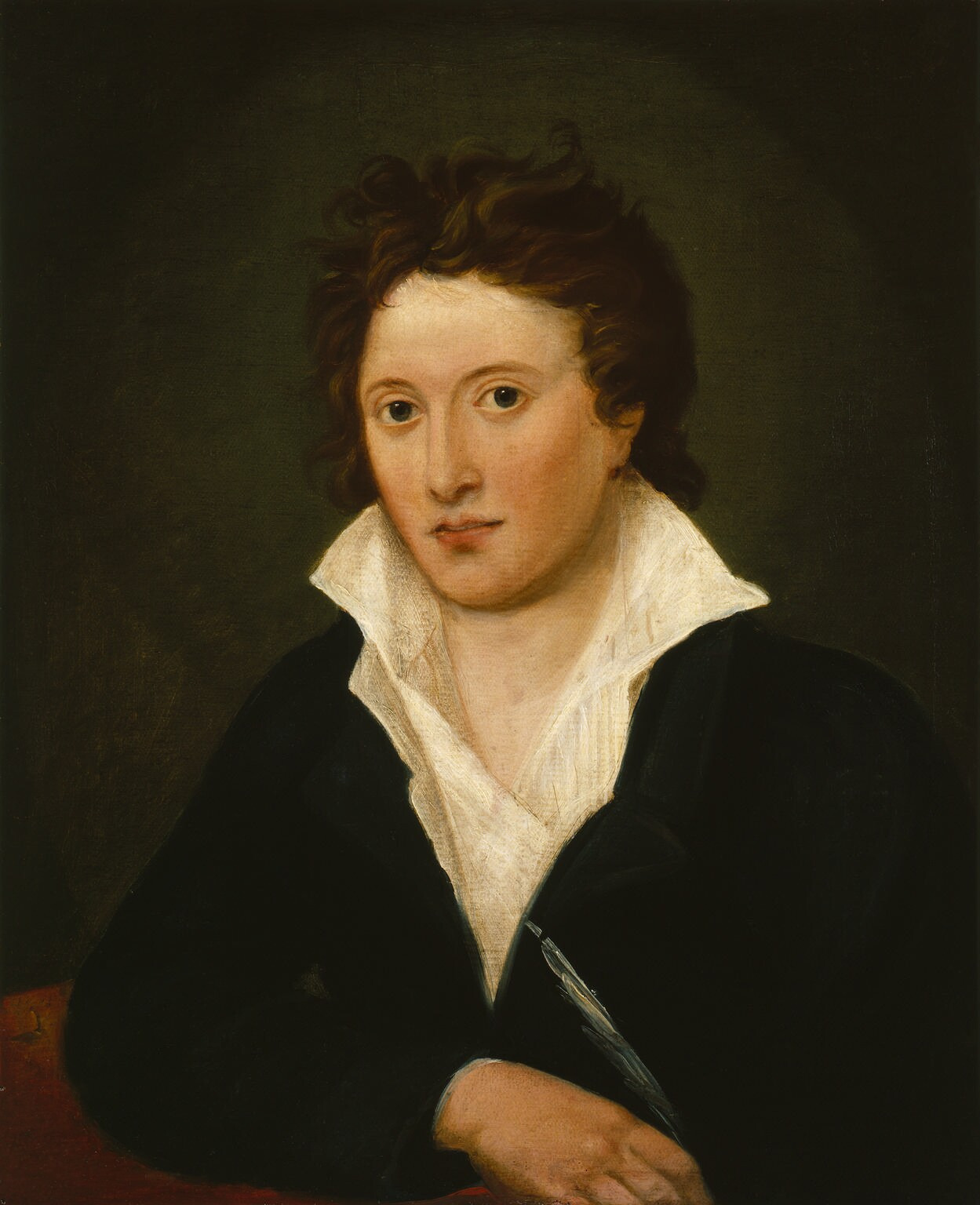
戈德温三姐妹可能都对浪漫主义诗人珀西·比希·雪莱怀有好感（阿梅莉亚·柯伦繪，1819年）。

然而，对范妮及其姐妹影响最大的并非伯尔，而是浪漫主义诗人与作家珀西·比希·雪莱。在戈德温的作品《政治正义》给他留下深刻印象后，雪莱开始给戈德温写信，并与其建立了通讯联系。1812年，雪莱邀请18岁的范妮——其偶像玛丽·沃斯通克拉夫特的女儿，与他、他的妻子及其妻子的妹妹一同居住。与雪莱从未谋面并怀疑其动机（雪莱的妻子哈丽雅特（Harriet）便是与他私奔后结婚的）的戈德温拒绝了他的邀请。后来，雪莱拜访了戈德温一家，三个女儿都对他产生了迷恋，特别是范妮。雪莱和范妮都喜好谈论激进主义的政治话题；例如，雪莱认为阶级是无关的，但范妮却认为阶级在日常事务中舉足輕重。
1814年，雪莱的大量时间都是与戈德温家庭一起度过的，同时，他还与范妮产生了爱情。不久后，范妮的妹妹克萊爾·克萊爾蒙特也声称与雪莱有了关系。这一年5月，范妮被送到了威尔士；托德推测这可能是因为戈德温想要拆散她与雪莱；但西摩却暗示说，戈德温太太正在试图改善她的悲观情绪。在此期间，戈德温欠下了更多的债务，而玛丽与继母之间的关系也日益敌对，戈德温家庭的气氛因此更加恶劣。玛丽·戈德温通过从雪莱得到慰藉，与他开始了一段激情恋爱。当雪莱告诉戈德温他们爱上彼此時，戈德温勃然大怒。然而，他需要身為贵族的雪莱提供經濟援助。戀情未得到父親支持的玛丽·戈德温，與雪莱、克莱尔·克莱尔蒙特三人于1814年6月28日结伴私奔到欧陆。戈德温因此将范妮从威尔士召回家里，以协助他控制局面。她的继母这样记录到：“当她听到两个妹妹的悲惨命运后，情绪十分低落，無法自拔”。在这场不幸的事件中，戈德温有一位學生自杀，而他的儿子威廉·戈德温也离家出走失踪了两天。当女孩们離經叛道的行为被人公之於众后，戈德温受到了众人的嘲笑。原本已经十分紧张的戈德温家庭氣氛濒临崩溃。

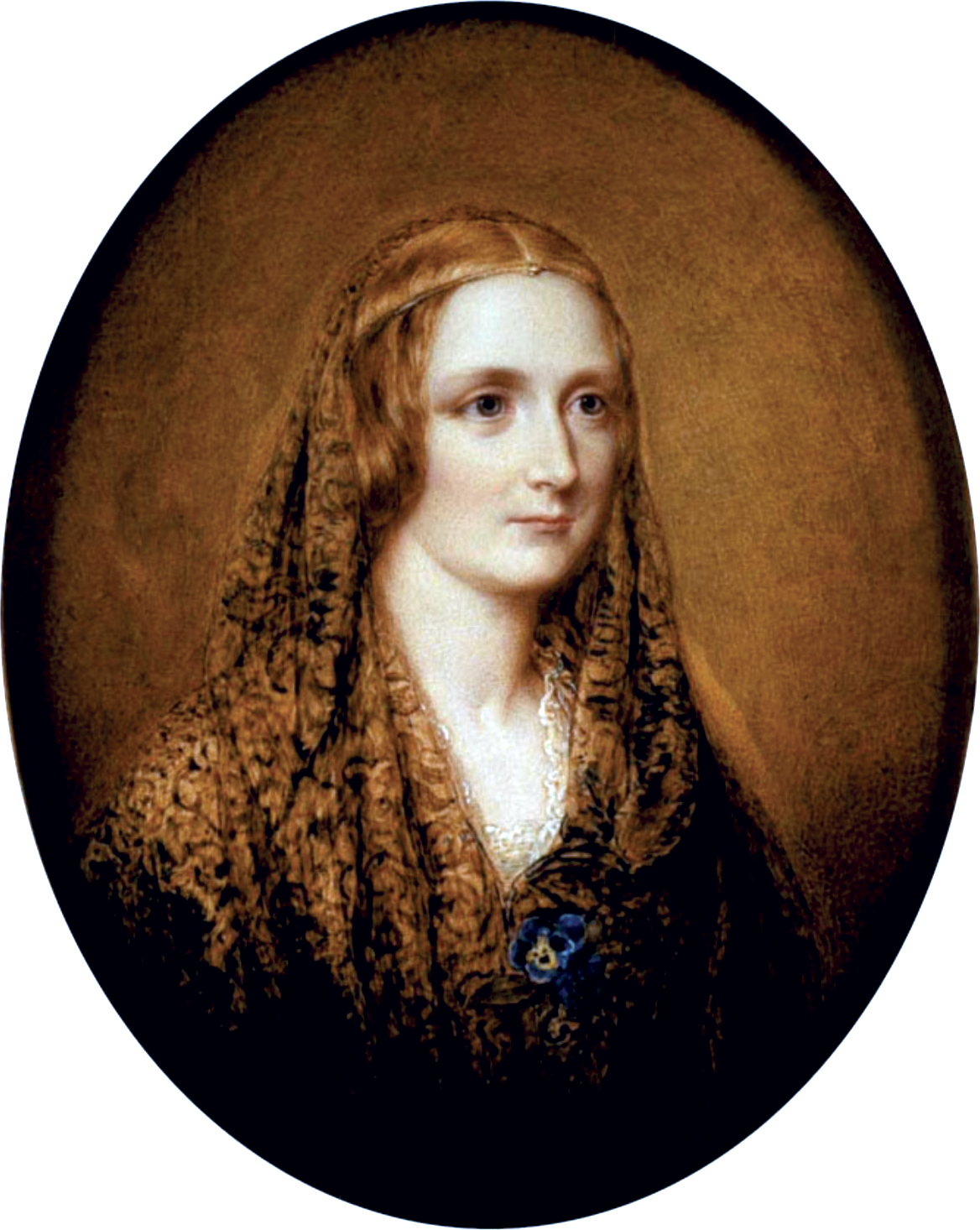
玛丽·沃斯通克拉夫特·戈德温，范妮的同母异父妹妹，诗人珀西·比希·雪莱的（最后一位）妻子（雷金纳德·伊斯通，1857年）

1814年9月，当玛丽·戈德温、克莱尔·克莱尔蒙特与雪莱从欧陆回到英国后，他们在伦敦买下了一栋房子并定居下来，这件事进一步激怒了戈德温。范妮夾在两方之间感到十分为难：她既忠于她的妹妹，也忠于她的父亲。而两方都藐視她在这场家庭纠纷中保持中立的决定。就像西摩解释的，范妮处于一个非常困难的境地：戈德温家认为雪莱对她有着不良影响，而雪莱一方则奚落她不敢违犯社会习俗。同时，她的几位阿姨也在考虑为她谋求一个教师的职业，但却由于戈德温《女权辩护作者传》的负面評價而难以进行。西摩这样写道：“少数人胆怯地拜访了范妮，以能同玛丽和克莱尔见面——这件事在伦敦需要极大的勇气；但这些人对她又没有懷抱多少感谢之意”。虽然戈德温不允許她和妹妹們及雪莱交流，但范妮仍将债权人（雪莱也负有债务）得知雪莱返國的消息通知了他们。然而，她劝说克莱尔蒙特返回戈德温家的举动，导致雪莱認為她是站在戈德温一方的，从而開始不信任她。范妮同时还要负责从雪莱那里討钱，好偿还繼父欠下的债务；尽管雪莱事實上已同戈德溫的两个女儿私奔，但戈德温依然接受了雪莱的1,200英镑。1815年，当玛丽·戈德温生下一女后，她便直接交给范妮抚养，因为在当时她与婴儿都十分病弱。因为违犯了不准与其妹妹见面的禁令，戈德温惩罚了范妮，这让她的痛苦进一步加剧。在新生儿夭折后，范妮更加频繁地去拜访雪莱他们。
不久之后，克莱尔成为了浪漫主义诗人拜伦的爱人；1816年1月24日，玛丽与雪莱生下了他们的第二个孩子，并取名为其父亲戈德温的名字“威廉”。2月，范妮与定居于毕晓普斯盖特区的雪莱一家见面。戈德温的债务不斷累積，而尽管他需要雪莱资助他的钱财，但他依旧拒绝同雪莱或玛丽见面。在这个时候，厌倦了戈德温家庭紧张气氛的查尔斯·克莱尔蒙特（范妮的异父异母弟弟）離家出走到法国，拒绝再向自己的家庭提供帮助。不久，克莱尔、玛丽与雪莱也前往欧陆寻找拜伦。戈德温驚詫不已：他需要雪莱的钱财来维系生活；而当公众得知到戈德温的女兒竟与放荡的拜伦为伍时，戈德溫家的名誉也染上了污点。
在所有的这些家庭纠纷中，范妮依然会抽出时间来思考一些更大的社会议题。1816年夏天，空想社会主义者罗伯特·欧文拜访了戈德温，并与范妮就英国工人穷困的现状进行了一些讨论。范妮对欧文的许多观点表示认可，但她并没有完全地接受。她认为，欧文的乌托邦计划太过于“异想天开”，因为它严重地依赖于富人们愿意分享自己财富的善意。在同一个夏天，乔治·布拉德——即当年沃斯通克拉夫特亲密好友范妮·布拉德的兄弟——在第一时间拜访了她，并告诉了她不少关于其母亲的故事。在这次会面后，她在写给玛丽和雪莱的信中提到：“我已下定决心，我决不能玷污了这样的一位母亲……我发现，如果我努力地去克服我的缺点，我将会找到真爱并赢得尊重”（强调为原文所注）。

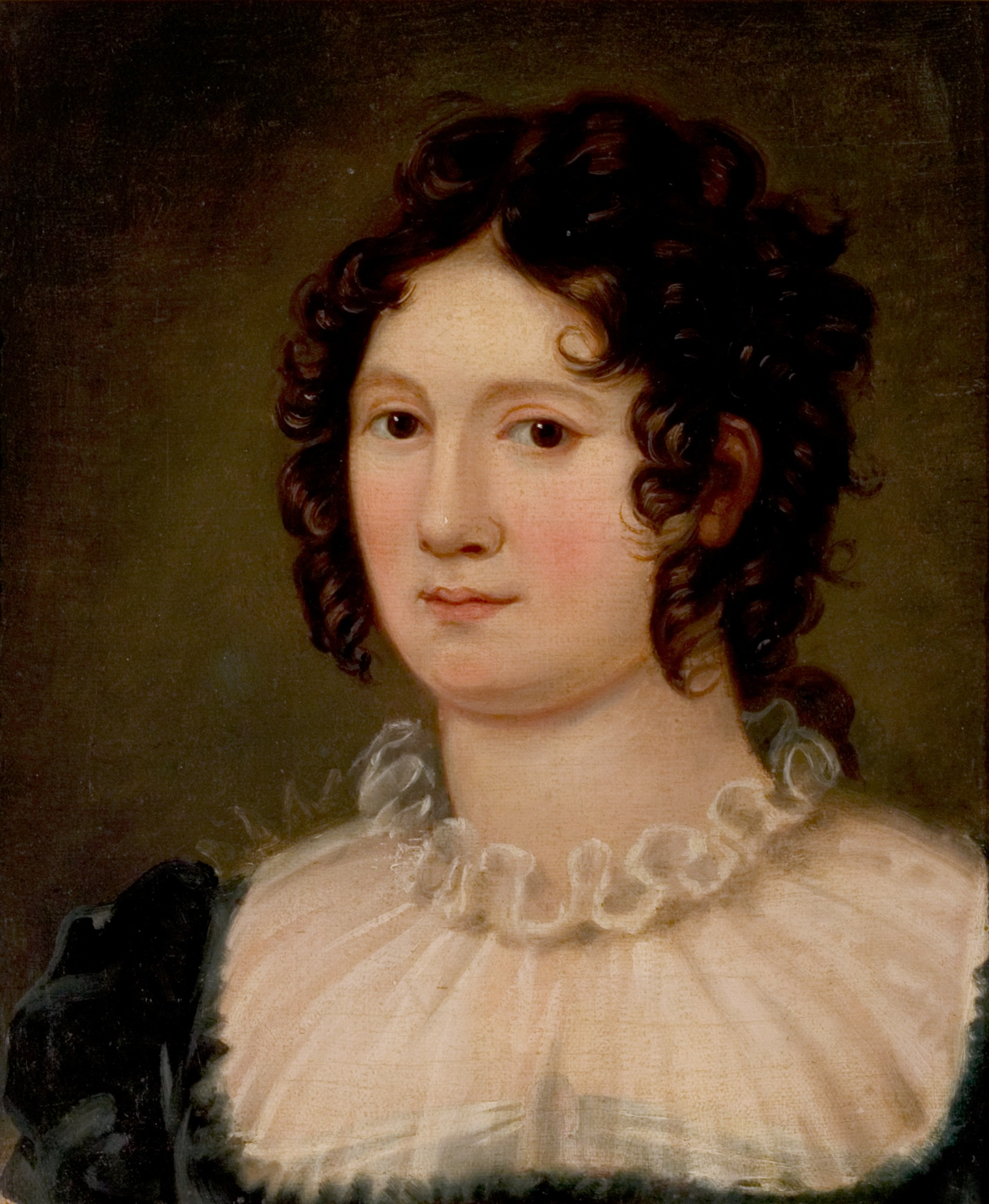
克莱尔·克莱尔蒙特，范妮过继的妹妹，拜伦的一位情妇（阿梅莉亚·柯伦繪，1819年）

在玛丽、克莱尔与雪莱前往欧洲大陆前，范妮与玛丽爆發嚴重争吵，且并未出现任何和解的机会。後來范妮在写给玛丽的信件中试图缓和这种关系，而她独处伦敦的孤独感也跃然纸上。她在写给玛丽的信中提到：“我为这糟透了的心理状态而苦恼，为摆脱它我竭尽全力却又徒劳无助”。许多学者将范妮日益忧愁的状况归因于戈德温太太对她所持有的敌意。基根与其他人认为，范妮与其母亲当年一样，遭受到了极度的沮丧，并影响到了家庭的其他成员。此時，玛丽正漫步于瑞士的群山之间，为她与雪莱之间的男女关系烦恼不已，并全神贯注于《弗兰肯斯坦》的写作，而没有关心过范妮当时的情况。
在克莱尔怀了拜倫的孩子后，他们从欧洲大陆回到了英国，定居于巴斯（为了保护克莱尔的名声，他们决定隐藏其怀孕的事实）。1816年9月，范妮与雪莱有两次见面；根据托德对范妮信件的解读，范妮曾请求雪莱帶她一同前往欧洲，并在伦敦遇见雪萊時一再请求。托德认为，范妮之所以乞求雪莱让她与他们同行，是因为戈德温家的生活已令她不堪承受：她需要面对常年累月的債務问题以及戈德温持续不断的遷怒指责。然而，雪莱当时已被元配妻子起诉，他同时要担心自己的名誉，又考慮到不能让他人知道（特别是不能让戈德温知道）克莱尔的情况，而而拒绝了范妮的请求。雪莱离开后，范妮写信给玛丽，再次向她解释了她渴望得到营救的心情。

## 死亡

### 推测
在1816年10月上旬，范妮离开了戈德温在伦敦的房子。10月9日，范妮在南威尔士斯旺西的一家旅馆中，因服用过量的鸦片酊而自杀身亡，时年22岁。直至今天，有关她死亡的细节及其自杀的动机依然存有争议。与这次事件有关的绝大多数信件都已遗失或被销毁。在波林（B. R. Pollin）于1965年发表的论文范妮·戈德温自杀的重新调查（Fanny Godwin's Suicide Re-examined）中，他列举出了主要的几项延续至今的推测：
- 范妮刚才得知自己私生的身份；
- 在玛丽·戈德温与克莱尔·克莱尔蒙特同雪莱私奔后，戈德温太太对待范妮更加残暴；
- 范妮拒绝了她在爱尔兰的阿姨在其学校中为她谋取的职位；
- 范妮当时很忧郁，且其心理状况因为戈德温家庭的纷扰进一步恶化；
- 范妮深爱着雪莱，为玛丽与他陷入爱河而精神错乱；

波林排除了上述的第一项，绝大多数后来的传记作家都认为范妮可以通过阅读其母亲的著作以及戈德温的《女权辩护作者传》来了解到她自己的身世。范妮自己甚至还在写给其同母异父妹妹玛丽的一封信中，提到这个不同点。
此外，波林还对第二个解释抱持怀疑的态度，指出，范妮在1816年10月3日寄给玛丽的信中还在为她的继母作辩护：“戈德温太太绝不会对你们中的任一个作出蓄意的伤害。妈妈和我并不是很好的朋友，但我一直都感受得到她的正直，我希望这能让她避免受到与她的人格无关的指责。”
波林发现，没有证据足以支持范妮曾拒绝了她阿姨的学校为其提供的职位这一说法。就像戈德温后来在信件中提到的那样，为她谋取职位的计划有可能还在“计划当中”。不过，西摩认为这一解释尚有其可能性。圣克莱尔认为，范妮是在前往爱尔兰拜访其阿姨的途中自杀的。他相信这次行程是为了对她进行试用，以确保她能胜任其教师一职。但是，另一位当代的戈德温传记作家理查德·霍姆斯排除了这一解释的可能性。
在对戈德温与雪莱家庭的信件进行调查后，波林得出了范妮在当时并不忧郁的结论。在信件中，她经常被描述为十分地快乐，对未来充满希望，并用这种方式来描述她自己。对精神忧郁与悲伤的提及并不普遍，且只与特定事件与疾病有关。然而，在理查德·霍姆斯对雪莱的传记中，提到“在戈德温与雪莱家庭间徘徊的苦恼与无爱显然是她（自杀的）最根本原因”洛克（Locke）认为，“很有可能是因为她不能再忍受住在斯金纳街的更多痛苦：她的父亲既无法还债也写不出书来，而她的母亲又在不停地刁难折磨她”，而她将这些痛苦的原因归诸于她自身，因此不堪忍受而自杀。
波林在很大程度上都对托德的观点表示认同：即推测当范妮在巴斯（位于斯旺西与伦敦之间）见到雪莱后，雪莱“以某种方式让她感到了失望”，这导致了她的自杀。然而，西摩与其他人则推测说，雪莱唯一的失败是没有履行他对戈德温的经济许诺，而正是这个原因将范妮逼上了绝路；范妮及其父亲，都对“伟人有着由拥有财产的人来养活的绝对权利”的说法深信不疑。在另一方面，托德也对波林的观点表示认可，并推测范妮去见了玛丽与雪莱。托德认为，范妮对雪莱有着情感上的依靠，并觉得他的家是她唯一的避风港。通过对雪莱部分可能写于范妮死后的诗作的拼接，托德得出了以下结论：范妮曾在巴斯与雪莱见过面，但雪莱拒绝了她的请求，因为他想要保护克莱尔与他自己的名誉。托德还提到，范妮还穿走了其生母的紧身胸衣，上面绣着“M.W.”的姓名缩写，这是她最漂亮的一件衣服。她在自杀前还戴上了雪莱从日内瓦寄给她的瑞士金表，颈上也挂着一串项链，想在死后能留下一个较好的印象。托德总结道，在雪莱拒绝她以后，她已经打定了自杀的决心。

### 自杀与后事
10月9日的夜里，范妮寄居于斯旺西的麦克沃思·阿姆斯（Mackworth Arms）旅店，并要求服务员不要打扰她。也在这一夜，与雪莱一同居住在巴斯的玛丽收到了范妮早前从布里斯托尔寄出的一封信。而她住在伦敦的父亲也收到了一封信。对信件内容的警觉让戈德温与雪莱都立即动身前往了布里斯托尔（但他们并未同行）。他们于11日在斯旺西找到了范妮的踪迹，但已经太迟了。10月10日，范妮被发现因服用致命剂量的鸦片酊而死于其房间中。只有雪莱留下来处理了她的后事。范妮死前留下了一封未署名的笔记，将自己描述为“不幸”（unfortunate）的人；这可能与其母亲沃斯通克拉夫特在一次试图自杀前，在其《课程》上写下的“我那不幸女儿”（my unfortunate girl）有所联系：

经过长久的思考，我发现我所能达到的最佳结局，是终止这个生来不幸的人的存在：她的生命只会给其身边人带来无尽的痛苦，且为了保障她的幸福而伤害了其他人的健康。也许听见我的死讯会让你伤心，但你不久后便会祷告上苍，以求忘记这个生命曾经的存在。

她的这份笔记可能最初本写有签名，但在后来，为了避免她的遗体被人认出，签名的部分被撕掉或烧掉了。因此，在当地报纸《坎布里安报》（The Cambrian）刊登这则消息时，并没有特别提到她的姓名。
在验尸后，范妮被宣布为“死亡”，而并非是自杀或精神失常身亡，这避免了其死后的遗体受人侮辱。托德推测，宣布范妮为“死亡”是雪莱的安排，他还移除了能辨识其身份的物件，譬如她的签名。她还总结出，为了保护家庭的其他成员，雪莱没有取回她的遗体。也没有其他人认领范妮的遗体，其最后有可能被葬在了贫民墓区里。实际上，戈德温曾写信给雪莱道：

不要破坏她如此想被世人忘掉的愿望，让这件事就这样休止吧。这是，如我所言，是她最后的愿望……想想我的妻子与我现在的状况吧，除了幼子（威廉），我们所有的儿女都被夺走了；不要让我们面对那些浪费时间的问题，这对一个极度痛苦的心灵是最难承受的折磨。在此时刻，我们开始怀疑，当初是否不该说出要把她送到爱尔兰她阿姨那的话，那件事还在计划当中……我最担心的是公共的报纸；另外，我要感谢你的小心仔细，让这件事按其原本应该的轨迹发展。

在当时，因为自杀是丢脸、耻辱与罪恶的事，可能会对戈德温的事业造成了损害，她的家人编造了许多原因，来掩盖其自杀的真相。其中包括有：在旅程中因为偶感风寒而在威尔士死亡、因为某种“炎症性的发烧”而死亡、与其母亲的妹妹住在一起等等。当被迫承认其自杀时，则会以范妮的自杀是因为雪莱爱玛丽而不爱她来敷衍。在这段时间里，雪莱与玛丽在他们来往的信件中都没有提到范妮的死讯。克莱尔·克莱尔蒙特在写给拜伦的一封信中写道，雪莱因为范妮的死而忧郁成病，但据理查德·霍姆斯批注，没有其他的证据能证明这一说法。然而，洛克提到，雪莱曾告诉拜伦说，他对范妮的自杀要比哈丽雅特（Harriet，他的妻子）在两个月后的自杀还要感到“更为极度的痛苦”。
现在还尚未发现有范妮的任何一张画像，但在她死的几个月后，雪莱写下了悼范妮·戈德温一诗来怀念她。西摩这样写道：“（这首）通过玛丽发表并未带任何评论（的诗），一直都被认为间接地提到了他与她的同母异父姐姐的最后一次见面。”

### 引用
1. ↑  中文译文原标题悼范妮·戈德文，选自：雪莱. . 江枫 译. 长沙: 湖南人民出版社. 1983 [1980]. 统一书号：10109.1301.附英文原文：Shelley, Percy Bysshe. . 维基文库.   [2008-03-29]. （原始内容存档于2008-06-13）.
2. ↑  Todd，Death and the Maidens，39页．
3. ↑  St Clair，182页；Todd，Death and the Maidens，54页．“关卡上的孩子”原文：“barrier child”．Todd将该处视作一处“收费亭”（tollbooth），而圣克莱尔则转述了戈德温在《女权辩护作者传》（1798年）中的话，将其视为“收费关卡”（toll gate barrier）．在现代法语中，“poste de péage”可释义为收费亭．而据圣克莱尔的叙述：“在伊姆利被限制出城的那段时期里，这对恋人将他们并不舒适的幽会安排在了那里”（原文：“the lovers had arranged uncomfortable assignations there during the time when Imlay was forbidden to leave the city limits”，182页）．而至于其中所指的“纳伊”到底是众多纳伊中的哪一处并不确定．塞纳河畔纳伊在1897年改名以前，一直被叫做“纳伊”，且从诸多方面考虑，它是最具可能的地点．
4. ↑  Tomalin，218－219页．
5. ↑  Todd，Mary Wollstonecraft，258页．
6. ↑  Tomalin，218－219；Todd，Mary Wollstonecraft，267页．
7. ↑  引自Todd，Mary Wollstonecraft，258页；亦参见Tomalin，219页；Todd，Death and the Maidens，22页．原文：“My little Girl begins to suck so manfully that her father reckons saucily on her writing the second part of the R[igh]ts of Woman”．
8. ↑  Tomalin，220－221页；Todd，Mary Wollstonecraft，258；Todd，Death and the Maidens，22页．
9. ↑  Todd，Mary Wollstonecraft，286－287页．
10. ↑  Todd，Mary Wollstonecraft，355－356页；Tomalin，232－236页；Todd，Death and the Maidens，22－24页；Seymour，15－16页．
11. ↑  其遗稿的编者威廉·戈德温推测她大概是在1795年10月写下着一句话的．原文：“The first book of a series which I intended to have written for my unfortunate girl.”
12. ↑  Tomalin，225－231页；Todd，Mary Wollstonecraft，311ff；Todd，Death and the Maidens，22－23页．
13. ↑  引自Todd，Mary Wollstonecraft，326－327页．原文：“You know that as a female I am particularly attached to her – I feel more than a mother's fondness and anxiety, when I reflect on the dependent and oppressed state of her sex. I dread lest she should be forced to sacrifice her heart to her principles, or principles to her heart. With trembling hand I shall cultivate sensibility, and cherish delicacy of sentiment, lest, whilst I lend fresh blushes to the rose, I sharpen the thorns that will wound the breast I would fain guard – I dread to unfold her mind, lest it should render her unfit for the world she is to inhabit – Hapless woman! what a fate is thine!”
14. ↑  Tomalin，249页；Todd，Mary Wollstonecraft，259－260页；Seymour，26页．
15. ↑  引自Todd，Mary Wollstonecraft，260页．原文：“When you were hungry, you began to cry, because you could not speak. You were seven months without teeth, always sucking. But after you got one, you began to gnaw a crust of bread. It was not long before another came pop. At ten months you had four pretty white teeth, and you used to bite me. Poor mamma! Still I did not cry, because I am not a child, but you hurt me very much. So I said to papa, it is time the little girl should eat. She is not naughty, yet she hurts me. I have given her a crust of bread, and I must look for some other milk.”
16. ↑  Todd，Mary Wollstonecraft，439－442页；Todd，Death and the Maidens，30页；Locke，130页；Seymour，18页．
17. ↑  Tomalin，271ff；Todd，Mary Wollstonecraft，448ff；Todd，Death and the Maidens，30页．
18. ↑  Tomalin，286页．
19. ↑  St Clair，180页；Tomalin，286－287页；Seymour，82－83页．
20. ↑  Todd, Death and the Maidens, 54–55.
21. ↑  St Clair，296页；Tomalin，287页；Todd，Death and the Maidens，31－32页．
22. ↑  Todd，Death and the Maidens，35－36页；Seymour，38、40－41页；亦参见Locke，218页．
23. ↑  Todd，Death and the Maidens，52ff．
24. ↑  Todd，Death and the Maidens，36页．
25. ↑  St Clair，305页；Todd，Death and the Maidens，67页．
26. ↑  Todd，Death and the Maidens，46－47页．
27. ↑  Todd，Death and the Maidens，48－49页；Seymour，41－42页．
28. ↑  Todd，Death and the Maidens，56－58页；Holmes，170页；St Clair，241页．
29. ↑  St. Clair，242页；不过，圣克莱尔也批注道：“在读到这些（关于戈德温与雪莱家族生活的）转折点时很容易会忘记，现存文献中提到的那些事是多么地缺乏代表性。对传记作者来说，他们很容易会过度偏好于记录下这些文字的人的观点。”（246页．原文：“it is easy to forget in reading of these crises [in the lives of the Godwins and the Shelleys] how unrepresentative the references in surviving documents may be. It is easy for the biographer to give undue weight to the opinions of the people who happen to have written things down.”）
30. ↑  Todd，Death and the Maidens，56－57页．
31. ↑  St Clair，242页．
32. ↑  Todd，Death and the Maidens，45－46页、63页．
33. ↑  St Clair，280－281页．
34. ↑  原文：“everything we know about his daughter's [Mary's and presumably Fanny's] early years suggests that she was being taught in a way of which her mother would have approved”．
35. ↑  Seymour，53页．
36. 1 2  Todd，Death and the Maidens，63页．
37. ↑  Paul, C. Kegan．William Godwin 的存檔，存档日期2007-02-18.［威廉·戈德温］．亦参见St Clair，399页．
38. ↑  Todd，Death and the Maidens，63－64页．
39. ↑  Todd，Death and the Maidens，64页．
40. ↑  Todd，Death and the Maidens，61页；St Clair，284－286页、290－296页．
41. ↑  Todd，Death and the Maidens，61－62页、66－68页．
42. ↑  Todd，Death and the Maidens，76－79页；Seymour，168－169页．
43. ↑  引自Locke，219页．原文：“My own daughter [Mary] is considerably superior in capacity to the one her mother had before. Fanny, the eldest, is of a quiet, modest, unshowy disposition, somewhat given to indolence, which is her greatest fault, but sober, observing, peculiarly clear and distinct in the faculty of memory, and disposed to exercise her own thoughts and follow her own judgment. Mary, my daughter, is the reverse of her in many particulars. She is singularly bold, somewhat imperious, and active of mind. Her desire for knowledge is great, and her perseverance in everything she undertakes is almost invincible. My own daughter is, I believe, very pretty; Fanny is by no means handsome, but in general prepossessing.”
44. ↑  Todd，Death and the Maidens，77ff．
45. ↑  Todd，Death and the Maidens，74－75页．
46. ↑  Holmes，312页．
47. ↑  Todd，Death and the Maidens，91－92页；Holmes，147页；Locke，248页；Seymour，67ff；St Clair，330页．
48. ↑  Holmes，169－170页；Locke，248－149页．
49. ↑  Todd，Death and the Maidens，97－99页；亦参见Seymour，68－69页．
50. ↑  Todd，Death and the Maidens，111－112页、118－119页．
51. ↑  Todd，Death and the Maidens，125－128页；Seymour，89页．
52. ↑  Todd，Death and the Maidens，120－121页．
53. ↑  Todd，Death and the Maidens，129－136页；Holmes，231－234页；Locke，251－254页；Seymour，99页．
54. ↑  引自Todd，Death and the Maidens，138页；亦参见Seymour，99页．原文：“emotion was deep when she heard of the sad fate of the two girls; she cannot get over it”．
55. ↑  Todd，Death and the Maidens，139页；Seymour，99－100页；St Clair，362－363．
56. ↑  Seymour，115页；亦参见Todd，Death and the Maidens，146页；Seymour，121页；Locke，270－271页．原文：“[The] few timid visits Fanny made to see Mary and [Claire] in London were acts of great courage; she got little thanks for them”．
57. ↑  Todd，Death and the Maidens，147－150页；Holmes，265页．
58. ↑  Todd，Death and the Maidens，151－153页；亦参见Gittings和Manton，18－25页；Locke，256－268页；St Clair，372－373页．
59. ↑  Todd，Death and the Maidens，152－153页；亦参见Holmes，311－313页．雪莱的经济状况十分复杂。身为一名贵族的繼承人，他可以倚靠他将要继承的遗产来借到高利贷。在雪莱的父亲拒绝再提供经济資助后，他通过这种方式来为自己与戈德温借到了许多钱财。因此，他一直都负有债务，然而他的债权人认为他总有一天有能力还債，或者能通过某种方式挣到钱后偿清债务。
60. ↑  Todd，Death and the Maidens，160－162页；亦参见Seymour，121、128－129页．
61. ↑  Todd，Death and the Maidens，176页；Seymour，143页．
62. ↑  Todd，Death and the Maidens，181页．
63. 1 2  Todd，Death and the Maidens，182页．
64. ↑  Todd，Death and the Maidens，185－186页．
65. ↑  Todd，Death and the Maidens，190页；Locke，271页．
66. ↑  引自Todd，Death and the Maidens，203页；亦参见Locke，271页．原文：“I have determined never to live to be a disgrace to such a mother...I have found that if I will endeavour to overcome my faults I shall find being's [原文] to love and esteem me”．
67. ↑  引自Todd, Death and the Maidens，206页；亦参见208－209页；Seymour，152页．原文：“the dreadful state of mind I generally labour under & which I in vain endeavour to get rid of”．
68. ↑  Paul, C. Kegan.  [威廉·戈德温]. （原始内容存档于2007-02-18）.亦参见St Clair，399页．
69. ↑  Todd，Death and the Maidens，206－207页．
70. ↑  Todd，Death and the Maidens，207－208页、213－214页．
71. ↑  Todd，Death and the Maidens，215页；亦参见Todd，Death and the Maidens，215－224页；Locke，271－272页．
72. ↑  引自Seymour，171页．原文：“It is only poets that are eternal benefactors of their fellow creatures – & the real ones never fail of giving us the highest degree of pleasure we are capable of...they are in my oppinion [sic] nature & art united – & as such never failing.”
73. ↑  Pollin，265－266页；Seymour，169－170页．
74. 1 2  Pollin，258页．
75. ↑  Pollin，259－261页．
76. ↑  引用自Pollin，261页．原文：“Mrs. Godwin would never do either of you a deliberate injury. Mamma and I are not great friends, but always alive to her virtues, I am anxious to defend her from a charge so foreign to her character.”
77. ↑  Pollin，262页；Seymour，168页．
78. ↑  St Clair，398－408页．
79. ↑  Locke，274页．
80. ↑  Pollin，263－264页．
81. ↑  Holmes，347页．原文：“her agonizing and loveless suspension between the Godwin and Shelley households was clearly the root circumstance”．
82. ↑  Locke，274页．原文：“most probably because she could absorb no more of the miseries of Skinner Street, her father's inability to pay his debts or write his books, her mother's unending irritability and spitefulness”．
83. ↑  原文：“somehow failed her”．
84. ↑  Pollin，268页．
85. ↑  Seymour，169页．原文：“that the worthy have an absolute right to be supported by those who have the worth to give”．
86. ↑  Todd，Death and the Maidens，223－225页；亦参见Locke，272．他在其中写道，范妮可能在当时已见到了雪莱．
87. ↑  Todd，Death and the Maidens，225－226页．
88. ↑  Todd，224－225页；亦参见Seymour，160页．
89. ↑  Pollin，260页．
90. ↑  引自St Clair，411页．原文：“I have long determined that the best thing I could do was to put an end to the existence of a being whose birth was unfortunate, and whose life has only been a series of pain to those persons who have hurt their health in endeavoring to promote her welfare. Perhaps to hear of my death will give you pain, but you will soon have the blessing of forgetting that such a creature ever existed as”．
91. ↑  St Clair，411－412页；Todd，Death and the Maidens，3－4页；Seymour，169－171页；Holmes, 347－348页；Locke，272－274页．
92. ↑  Todd，Death and the Maidens，233页；Gittings and Manton，36页．
93. 1 2  Todd，Death and the Maidens，236－237页．
94. ↑  Todd，Death and the Maidens，3页；Seymour，171页．
95. ↑  引自Todd，Death and the Maidens，239页；据西摩所写，这封信是写给玛丽·雪莱而不是珀西·雪莱的，171页．原文：“Do nothing to destroy the obscurity she so much desired, that now rests upon the event. It was, as I said, her last wish....Think what is the situation of my wife & myself, now deprived of all our children but the youngest [William]; & do not expose us to those idle questions, which to a mind in anguish is one of the severest trials.
We are at this moment in doubt whether during the first shock we shall not say she is gone to Ireland to her aunts, a thing that had been in contemplation....What I have most of all in horror is the public papers; & I thank you for your caution as it might act on this.”
96. ↑  Todd，Death and the Maidens，242－243页；Gittings and Manton，36页；Seymour，171页．
97. ↑  Holmes，347－348页．
98. ↑  Locke，274－275页；亦参见Pollin，267页．原文：“a far severer anguish”．
99. ↑  Seymour，170页．原文：“[p]ublished by Mary without comment, it has always been supposed to allude to his last meeting with her half-sister.”

### 书籍
- Gittings、Robert & Jo Manton．Claire Clairmont and the Shelleys 1798–1879［克莱尔·克莱尔蒙特与雪莱一家：1798－1879年］．纽约：牛津大学出版社，1995年．ISBN 0198183518．
- Holmes, Richard（霍姆斯，R）．Shelley: the Pursuit［雪莱：追求］．1974年．伦敦：Harper Perennial，2005年．ISBN 0007204582．
- Locke, Don（洛克，D）．A Fantasy of Reason: The Life and Thought of William Godwin［理性的幻想：威廉·戈德温的生活与思考］．伦敦：Routledge & Kegan Paul，1980年．ISBN 0710003870．
- Pollin, B. R.（波林，BR）． “Fanny Godwin's Suicide Re-examined”［范妮·戈德温自杀的重新调查］．Études Anglaises 18:3（1965年）：258－268页．
- Seymour, Miranda（西摩，M）．Mary Shelley［玛丽·雪莱］．伦敦：John Murray，2000年．ISBN 0719557119．
- St Clair, William（圣克莱尔，W）．The Godwins and the Shelleys: The biography of a family［戈德温与雪莱：家庭传记］．纽约：W. W. Norton & Co.，1989年．ISBN 039302783X．
- 珍妮特·托德.  [死亡与少女：范妮·沃斯通克拉夫特与雪莱的圈子]. 伦敦：Profile Books；伯克利：Counterpoint. 2007. ISBN 978-1-58243-339-4.
- 珍妮特·托德. . London: Weidenfeld and Nicolson. 2000. ISBN 0231121849.
- Tomalin, Claire（托马林，C）．The Life and Death of Mary Wollstonecraft［玛丽·沃斯通克拉夫特的生活与她的逝世］．编审．纽约：Penguin，1992年．ISBN 0140167617．
- Verhoeven, Wil（费尔赫芬，W）．Gilbert Imlay: Citizen of the World［吉尔伯特·伊姆利：世界公民］．伦敦：Pickering & Chatto，2007年．ISBN 1851968598．